# João Alexandre Santos Vilacova
João Alexandre Santos Vilacova ou simplesmente Alexandre (Porto, 29 de Novembro de 1973) é um futebolista português que joga habitualmente a defesa.

## Carreira
Começou a jogar futebol profissionalmente em 1992 no Varzim Sport Club, depois de ter feito toda a sua formação nas escolas desse mesmo clube.
Usou a braçadeira de capitão para na temporada de 2007-2008, no final da qual ponderou terminar a sua longa carreira.
É um dos favoritos dos fãs do Varzim Sport Club, não só pelos seus longos anos de futebol como também pelo facto de nunca ter escolhido um emblema diferente.
Fez sucesso com o Varzim Sport Club mesmo apesar dos parcos jogos disputados na temporada 2007/2008. Não só se demonstrou como o líder defensivo da defesa do clube na Taça da Liga, a então estreante competição de futebol em Portugal como foi um dos jogadores com mais minutos na Liga Vitalis.
Ficou célebre por ter sido o central que fez marcação a Pedro Mantorras e levou a que um dirigente do Benfica pronuncia-se a frase "Deixem jogar o Mantorras!"